# Ryan Sharp
Ryan Sharp (ur. 29 kwietnia 1979 roku w Newtonhill, Szkocja) – brytyjski kierowca wyścigowy.

## Kariera

### Formuła Ford
Ryan karierę rozpoczął w roku 1992, od startów w kartingu. W 1999 roku przeszedł do wyścigów samochodów jednomiejscowych, debiutując w Brytyjskiej Formule Ford. Startował w niej do sezonu 2001.

### Formuła Renault
W 2002 roku Sharp przeniósł się do Brytyjskiej Formuły Renault. Zmagania w niej zakończył na 6. miejscu. Rok później sięgnął po tytuł mistrzowski w niemieckim odpowiedniku tej serii. W sezonie 2004 awansował do Europejskiego Pucharu Formuły Renault V6. Stanąwszy w niej dziewięciokrotnie na podium (w tym dwukrotnie na najwyższym stopniu), rywalizację ukończył na 2. pozycji.
W sezonie 2005, po utraceniu posady w GP2, Brytyjczyk zastąpił w szwajcarskiej ekipie Jenzer Motorsport Francuza Patricka Pileta. W ciągu dziesięciu wyścigów, Sharp trzykrotnie dojeżdżał na punktowanych lokatach. Zdobyte punkty sklasyfikowały go na 21. lokacie, w końcowej klasyfikacji.

### Seria GP2
W roku 2005 Ryan podpisał kontrakt z brytyjską stajnią David Price Racing. Brytyjczyk wziął udział w trzynastu wyścigach, po czym utracił posadę na rzecz Szwajcara Giorgio Mondini. W tym czasie nie zdołał zdobyć punktów, najlepiej spisując się podczas rundy, na torze Nürburgring. Zajął tam wówczas dwukrotnie dziewiątą pozycję. Uzyskał również najszybsze okrążenie drugiego wyścigu, na hiszpańskim Circuit de Catalunya. Nie otrzymał jednak punktu, w wyniku braku miejsca w pierwszej ósemce klasyfikacji.

### WTCC
W 2006 roku Brytyjczyk przeniósł się do mistrzostw świata samochodów turystycznych – WTCC – gdzie związał się z zespołem JAS Motorsport. Będąc kierowcą niezależnym, tylko w jednym wyścigu zdobył punkty. Zajął wówczas trzecie miejsce w pierwszym wyścigu, na torze w Meksyku. W klasyfikacji ogólnej zmagania zakończył na 21. lokacie, natomiast w punktacji kierowców produkcyjnych był czwarty. W tym samym sezonie osiągnął również wielki sukces, w postaci zwycięstwa w Pucharze Europy samochodów turystycznych.

### FIA GT
W sezonie 2007 Ryan podpisał kontrakt z austriacką ekipą Jetalliance Racing. Będąc partnerem Austriaka Karla Wendlingera, rywalizację ukończył na 2. miejscu. W kolejnym roku ponownie był związany z tym zespołem. Niepełen sezon startów odcisnął jednak piętno na ostatecznym wyniku, w konsekwencji zajmując 9. lokatę.
W roku 2009 wraz z Austriakiem, nawiązał współpracę z czeską ekipą K plus K Motorsport. Sezon rozpoczęli od zwycięstwa, na torze Silverstone. W dalszej części zmagań nie było jednak tak dobrze, ostatecznie kończąc rywalizację na 10. pozycji.

## Wyniki w GP2
| Legenda oznaczeń w tabelach wyników Wyświetl szablon na nowej stronie | Legenda oznaczeń w tabelach wyników Wyświetl szablon na nowej stronie                                                                     |
| Oznaczenie                                                            | Wyjaśnienie |
| --------------------------------------------------------------------- | --- |
| Złoty                                                                 | Zwycięzca lub mistrzostwo |
| Srebrny                                                               | 2. miejsce lub wicemistrzostwo |
| Brązowy                                                               | 3. miejsce lub II wicemistrzostwo |
| Zielony                                                               | Ukończył, punktował (w klasyfikacji generalnej, gdy zdobył co najmniej jeden punkt na przestrzeni sezonu, poza trzema powyższymi opcjami) |
| Niebieski                                                             | Ukończył, nie punktował (w klasyfikacji generalnej, gdy nie zdobył co najmniej jednego punktu na przestrzeni sezonu)                      |
| Czerwony                                                              | Nie zakwalifikował się (NZ) |
| Czerwony                                                              | Nie prekwalifikował się (NPK) |
| Różowy                                                                | Nie ukończył (NU) |
| Różowy                                                                | Niesklasyfikowany (NS) (w klasyfikacji generalnej, gdy nie został sklasyfikowany w żadnym wyścigu sezonu)                                 |
| Czarny                                                                | Zdyskwalifikowany (DK) |
| Czarny                                                                | Wykluczony (WYK/EX) |
| Biały                                                                 | Nie wystartował (NW) |
| Biały                                                                 | Kontuzjowany (K/INJ) |
| Biały                                                                 | Wyścig odwołany (OD/C) |
| Bez koloru                                                            | Został wycofany (WYC/WD) |
| Bez koloru                                                            | Nie przybył (NP/DNA) |
| Bez koloru                                                            | Nie brał udziału w treningach (NT/DNP) |
| Bez koloru                                                            | Nie został zgłoszony (–) |
| Pogrubienie                                                           | Start z pole position |
| Kursywa                                                               | Najszybsze okrążenie wyścigu |
| †                                                                     | Nie ukończył, ale jego rezultat został zaliczony ze względu na przejechanie więcej niż 90% dystansu wyścigu.                              |
| *                                                                     | Sezon w trakcie |
| 1/2/3                                                                 | Punktowana pozycja w sprincie kwalifikacyjnym                                                                                             |
| Lista systemów punktacji Formuły 1                                    | |

| Rok  | Zespół             | Wyniki w poszczególnych eliminacjach | Wyniki w poszczególnych eliminacjach | Wyniki w poszczególnych eliminacjach | Wyniki w poszczególnych eliminacjach | Wyniki w poszczególnych eliminacjach | Wyniki w poszczególnych eliminacjach | Wyniki w poszczególnych eliminacjach | Wyniki w poszczególnych eliminacjach | Wyniki w poszczególnych eliminacjach | Wyniki w poszczególnych eliminacjach | Wyniki w poszczególnych eliminacjach | Wyniki w poszczególnych eliminacjach | Wyniki w poszczególnych eliminacjach | Wyniki w poszczególnych eliminacjach | Wyniki w poszczególnych eliminacjach | Wyniki w poszczególnych eliminacjach | Wyniki w poszczególnych eliminacjach | Wyniki w poszczególnych eliminacjach | Wyniki w poszczególnych eliminacjach | Wyniki w poszczególnych eliminacjach | Wyniki w poszczególnych eliminacjach | Wyniki w poszczególnych eliminacjach | Wyniki w poszczególnych eliminacjach | Punkty | Pozycja |
| ---- | ------------------ | ------------------------------------ | ------------------------------------ | ------------------------------------ | ------------------------------------ | ------------------------------------ | ------------------------------------ | ------------------------------------ | ------------------------------------ | ------------------------------------ | ------------------------------------ | ------------------------------------ | ------------------------------------ | ------------------------------------ | ------------------------------------ | ------------------------------------ | ------------------------------------ | ------------------------------------ | ------------------------------------ | ------------------------------------ | ------------------------------------ | ------------------------------------ | ------------------------------------ | ------------------------------------ | ------ | ------- |
| 2005 | David Price Racing | SMR                                  | SMR                                  | ESP                                  | ESP                                  | MON                                  | NÜR                                  | NÜR                                  | FRA                                  | FRA                                  | GBR                                  | GBR                                  | HOC                                  | HOC                                  | HUN                                  | HUN                                  | TUR                                  | TUR                                  | ITA                                  | ITA                                  | BEL                                  | BEL                                  | BHR                                  | BHR                                  | 2      | 23      |
| 2005 | David Price Racing | NU                                   | 14                                   | NU                                   | 16                                   | NU                                   | 9                                    | 9                                    | 19                                   | NU                                   | NU                                   | NS                                   | 11                                   | 13                                   | –                                    | –                                    | –                                    | –                                    | –                                    | –                                    | –                                    | –                                    | –                                    | –                                    | 2      | 23      |

## Wyniki w Formule Renault 3.5
| Legenda oznaczeń w tabelach wyników Wyświetl szablon na nowej stronie | Legenda oznaczeń w tabelach wyników Wyświetl szablon na nowej stronie                                                                     |
| Oznaczenie                                                            | Wyjaśnienie |
| --------------------------------------------------------------------- | --- |
| Złoty                                                                 | Zwycięzca lub mistrzostwo |
| Srebrny                                                               | 2. miejsce lub wicemistrzostwo |
| Brązowy                                                               | 3. miejsce lub II wicemistrzostwo |
| Zielony                                                               | Ukończył, punktował (w klasyfikacji generalnej, gdy zdobył co najmniej jeden punkt na przestrzeni sezonu, poza trzema powyższymi opcjami) |
| Niebieski                                                             | Ukończył, nie punktował (w klasyfikacji generalnej, gdy nie zdobył co najmniej jednego punktu na przestrzeni sezonu)                      |
| Czerwony                                                              | Nie zakwalifikował się (NZ) |
| Czerwony                                                              | Nie prekwalifikował się (NPK) |
| Różowy                                                                | Nie ukończył (NU) |
| Różowy                                                                | Niesklasyfikowany (NS) (w klasyfikacji generalnej, gdy nie został sklasyfikowany w żadnym wyścigu sezonu)                                 |
| Czarny                                                                | Zdyskwalifikowany (DK) |
| Czarny                                                                | Wykluczony (WYK/EX) |
| Biały                                                                 | Nie wystartował (NW) |
| Biały                                                                 | Kontuzjowany (K/INJ) |
| Biały                                                                 | Wyścig odwołany (OD/C) |
| Bez koloru                                                            | Został wycofany (WYC/WD) |
| Bez koloru                                                            | Nie przybył (NP/DNA) |
| Bez koloru                                                            | Nie brał udziału w treningach (NT/DNP) |
| Bez koloru                                                            | Nie został zgłoszony (–) |
| Pogrubienie                                                           | Start z pole position |
| Kursywa                                                               | Najszybsze okrążenie wyścigu |
| †                                                                     | Nie ukończył, ale jego rezultat został zaliczony ze względu na przejechanie więcej niż 90% dystansu wyścigu.                              |
| *                                                                     | Sezon w trakcie |
| 1/2/3                                                                 | Punktowana pozycja w sprincie kwalifikacyjnym                                                                                             |
| Lista systemów punktacji Formuły 1                                    | |

| Rok  | Zespół            | Wyniki w poszczególnych eliminacjach | Wyniki w poszczególnych eliminacjach | Wyniki w poszczególnych eliminacjach | Wyniki w poszczególnych eliminacjach | Wyniki w poszczególnych eliminacjach | Wyniki w poszczególnych eliminacjach | Wyniki w poszczególnych eliminacjach | Wyniki w poszczególnych eliminacjach | Wyniki w poszczególnych eliminacjach | Wyniki w poszczególnych eliminacjach | Wyniki w poszczególnych eliminacjach | Wyniki w poszczególnych eliminacjach | Wyniki w poszczególnych eliminacjach | Wyniki w poszczególnych eliminacjach | Wyniki w poszczególnych eliminacjach | Wyniki w poszczególnych eliminacjach | Wyniki w poszczególnych eliminacjach | Punkty | Pozycja |
| ---- | ----------------- | ------------------------------------ | ------------------------------------ | ------------------------------------ | ------------------------------------ | ------------------------------------ | ------------------------------------ | ------------------------------------ | ------------------------------------ | ------------------------------------ | ------------------------------------ | ------------------------------------ | ------------------------------------ | ------------------------------------ | ------------------------------------ | ------------------------------------ | ------------------------------------ | ------------------------------------ | ------ | ------- |
| 2005 | Jenzer Motorsport | BEL                                  | BEL                                  | MON                                  | VAL                                  | VAL                                  | FRA                                  | FRA                                  | BIL                                  | BIL                                  | DEU                                  | DEU                                  | GBR                                  | GBR                                  | PRT                                  | PRT                                  | ITA                                  | ITA                                  | 8      | 21      |
| 2005 | Jenzer Motorsport | –                                    | –                                    | –                                    | –                                    | –                                    | –                                    | –                                    | 14                                   | 9                                    | 9                                    | 18                                   | 16                                   | NU                                   | 24                                   | NU                                   | NU                                   | 7                                    | 8      | 21      |